# Красноволя (Луцкий район)
Красноволя (укр. Красноволя) — село в Колковской поселковой общине Луцкого района Волынской области Украины.
До 2020 года входило в Маневичский район.
Код КОАТУУ — 0723683501. Население по переписи 2001 года составляет 801 человек. Почтовый индекс — 44654. Телефонный код — 3376. Занимает площадь 3090 км².